# Туристичка организација Љубовија
| Туристичка организација Љубовија |                                     |
|                                  |                                     |
| Оснивач                          | Општина Љубовија                    |
| Седиште:                         | Војводе Мишића 45 · Љубовија Србија |
| Директор:                        | Слађана Грујичић                    |
| Веб презентација                 | Званична презентација               |

Туристичка организација Љубовија је једна од јавних установа општине Љубовија, основана са циљем да кроз свој рад валоризације, очува и заштити туристичке вредности и унапреди развој туризма на територији општине.

## Задаци Туристичке организације Љубовија
- обогаћивање и подизање нивоа квалитета туристичких садржаја,
- организовање туристичке информативно-промотивне делатности,
- организовање манифестација,
- унапређење и промоција,
- унапређивање туризма у општини,
- учешће у разради и спровођењу локалне туристичке политике,
- унапређење услова за прихват и боравак туриста.

## Манифестације
- Новогодишња регата, 1. јануар, Лучице (Врхпоље) – Етно село Врхпоље – Љубовија. Организатор: Рафтинг клуб „Дринска регата” Љубовија,
- Пливање за Богојављенски крст, 19. јануар, Етно село Врхпоље. Организатор: Црквена општина Азбуковачка, Етно село Врхпоље и Рафтинг клуб „Дринска регата” Љубовија,
- , Торничка Бобија – април. Организатор: Организација Skyrunning Serbia и Туристичка организација општине Љубовија,
- Ускршња олимпијада - април, Доња Оровица. Организатор: МЗ Доња Оровица,
- Ускршњи базар - април, Љубовија. Организатор: Удружење жена „Вила” Љубовија,
- Првомајски уранак - „Гулашијада” 1. мај, Етно село Врхпоље. Организатор: Етно село Врхпоље,
- Гастро фест - друга субота маја, Љубовија, Војводе Мишића (главна улица). Организатор: Туристичка организација општине Љубовија,[2]
- „Дани пива” – први викенд јула, УР П„рва кафаница” Љубовија. Организатор: УР „Прва кафаница” Љубовија,
- Дринска регата - друга субота јула, Рогачица – Горња Трешњица – Етно село Врхпоље – Љубовија. Организатор: Туристичка организација општине Љубовија,[3][4]
- Међународни дрински рели старовременских возила „Лагано Србијом” – јул, Љубовија. Организатор: портал „Туристички путоказ” и Туристичка организација општине Љубовија,
- Моба, 19. јул – 19. август, Манастир Св. Николај Соко град. Организатор: Манастир Св. Николај Соко град,
- Игре на води „Заволи Дрину” - четврта субота јула, река Дрина, Етно село Врхпоље. Организатор: Рафтинг клуб „Дринска регата” Љубовија,
- Међународна Дринска регата за особе са инвалидитетом – четврти викенд јула, река Дрина, Етно село Врхпоље – Рајска плажа Братунац Организатор: Удружење „Све је могуће” ОСИ,
- Скобаљијада - август, Крупињски мост, Црнча. Организатор: МЗ Црнча,
- Скобаљијада - август, Врхпоље. Организатор: МЗ Врхпоље,[5]
- Регата под звездама - трећа субота августа, Горња Трешњица – Етно село Врхпоље – Љубовија. Организатор : Рафтинг клуб „Дринска регата” Љубовија,
- Бициклијада - друга субота септембра, ОШ „Петар Враголић” Љубовија. Организатор: Фонд за безбедност саобраћаја,
- Обележавање годишњице битке на Мачковом камену - септембар, Мачков камен. Организатор: Општина Љубовија и Општина Крупањ,
- „Духовне свечаности Азбуковице” – септембар, Љубовија. Организатор: Библиотека „Милован Глишић” Љубовија.